# Earth3D
Earth3D foi desenvolvido como parte da tese de doutorado de Dominique Andre Gunia na Universidade de Tecnologia Braunschweig para exibir um globo virtual da Terra. Foi desenvolvido antes que o Google comprasse o Keyhole, Inc e o transformasse no Google Earth. Earth3D baixa os dados (imagens de satélite e dados de altura) de um servidor enquanto o usuário navega pelo programa. Os dados em si são salvos em um Quadtree. Ele usa dados da NASA, Serviço Geológico dos Estados Unidos, da CIA e da cidade de Osnabruque.
Um dos pontos fortes do Earth3D é a capacidade de mostrar fenômenos meteorológicos, como as áreas de baixa pressão, anticiclones, etc, em tempo quase real.
A versão original do Earth3D foi desenvolvida utilizando framework Qt da Trolltech. Mais tarde, uma versão construída com Java e Java OpenGL foi desenvolvida. Mas a demanda por uma versão baseada em Java foi muito pequena. Isso pode ter sido porque o NASA World Wind também tem uma versão de código aberto em Java. Assim, muitas pessoas queriam usar um globo com a base C + + em suas aplicações. Essa foi a razão pela qual uma versão minimizada foi desenvolvida, o Earth3dlib, que contém apenas as funções necessárias para exibir o globo e para adicionar visualizações próprias a ele.
Todos estes três projetos podem ser obtidos a partir do CVS do Sourceforge (C++) ou do repositório do Subversion (Java) .

## Ligações Externas
- Página oficial
- Este artigo foi inicialmente traduzido, total ou parcialmente, do artigo da Wikipédia em inglês cujo título é «Earth3D», especificamente desta versão.